# Parafia św. Maksymiliana Kolbego w Głownie
Parafia św. Maksymiliana Kolbego w Głownie – rzymskokatolicka parafia należąca do dekanatu Głowno diecezji łowickiej.
Została wydzielona z parafii św. Jakuba w Głownie 1 września 1987 przez biskupa łódzkiego Władysława Ziółka.
Budowę świątyni rozpoczęto w 1984.

## Zasięg parafii
Do parafii należą wierni z następujących miejscowości: Antoniew, Bronisławów, Głowno (część), Karasica, Ziewanice (część).